# ウェヌスが息子のアイネイアースのためにウルカヌスに武器を鍛造するよう頼む
『ウェヌスが息子のアイネイアースのためにウルカヌスに武器を鍛造するよう頼む』（ウェヌスがむすこのアイネイアースのためにぶきをたんぞうするようたのむ、仏: Vénus fait forger par Vulcain des armes pour son fils Énée、英: Venus Asks Vulcan to Forge Arms for her Son Aeneas）、または『ウルカヌスの鍛冶場のウェヌス』（ウルカヌスのかじばのウェヌス、英: Venus at Vulcan's Forge）は、フランドルのバロック期の巨匠アンソニー・ヴァン・ダイクが1630–1632年にキャンバス上に油彩で制作した絵画である。現在、パリのルーヴル美術館に所蔵されている。作品は、シャルル・ルブランが作成した1683年のルイ14世のコレクション目録には記載されていないが、ジャック・バイイ (Jacques Bailly) がコレクション目録を編纂した1709年以前の何らかの時期にルイ4世により購入された。1709年までに、おそらく17世紀後半に画面の上部と下部が拡大されている。作品が現在の所蔵元であるルーヴル美術館に最初に展示されたのは1793年のことである。

## 作品
本作はウェルギリウスの『アエネーイス』第3巻、370-385行) に記述されている場面を主題としており、ウェヌスが息子のアイネイアース (ウェヌスがアキレウスと不倫したことで生まれた) のために夫のウルカヌスに武器を鍛造するよう頼む姿が描かれている。ウェヌスのもう1人の息子であるキューピッドも画面前景に登場している。
ローマ神話の火の神で、肌の浅黒いウルカヌスが、右側の暗がりで筋骨たくましい背中を鑑賞者のほうに向けている。一方、汚れのない青白い肌をした妻のウェヌスは、左側の明るい色彩の雲を背にして現れる。彼女の燦然たる輝きは、身体に巻きつく緋色の衣で強調されている。愛の矢をもつ小さなキューピッドの存在は、ウルカヌスが妻のウェヌスのために働くことに同意したことを暗示する。大いに奮発したウルカヌスは、彼の横にいる小さなキューピッドの放つ愛の矢に促され、ウェヌスに頼まれた鎧兜をわずか1晩で作り上げる。
ウルカヌスとその助手の描写には、ピーテル・パウル・ルーベンスの筋骨たくましい人体表現の影響が明らかであるが、ウェヌスはまさしくヴァン・ダイクのもので、はかなげですらある優美さを湛えている。なお、本作には、ティツィアーノの影響もかなり明確に見て取れる。
背景へと視線を移すにつれ、輪郭が徐々に鍛冶場の煙の中に溶け込んでいく本作は、引き伸ばされた人物の躍動感と画面を2分割する明暗の対比によって、非常に高い効果をあげている。絵画の縦長の形式は装飾的機能のために制作されたことを物語っており、暖炉の上に掛けられる絵画として、下から見上げるように遠近法が工夫されている。